# Ignacio Figueredo
Ignacio Ventura Figueredo (Algarrobito, Apure; 31 de julio de 1899 - San Fernando de Apure; 3 de septiembre de 1995), conocido como «Indio» Figueredo, fue un cantautor venezolano del género folclórico de música llanera.

## Biografía
Ignacio «Indio» Figueredo nació en la población de Algarrobito, en los predios de Cunaviche, en la parroquia homónima del actual Municipio Pedro Camejo del Estado Apure, en Venezuela. Fue hijo del músico Pancho López y de María Luisa Figueredo.
La vocación musical de Ignacio Figueredo estuvo influenciada por la tradición familiar, heredó de su padre la maestría en instrumentos como la bandola y el bandolín y de su madre obtuvo el repertorio vocal del llano, así como su primer arpa, instrumento que, según fuentes orales, fue adquirido mediante un intercambio que incluyó una novilla y 20 bolívares. Contó el mismo «Indio» Figueredo que con su primer arpa pasó cinco días practicando, encerrado en una habitación, de donde salió a tocar en una fiesta. «Fue demasiado bueno. Desde entonces ha sido el arpa para mí, toda mi vida», confesó en una entrevista. Tenía casi 12 años.
Su vida estuvo dividida entre la ruda cotidianidad del llano y la música. Destacó como un hábil jinete y sobresaliente en diversas disciplinas ecuestres, tales como el enlazado, el coleo y el toreo. No obstante, su verdadera vocación siempre fue la música. En una ocasión, expresó de manera inequívoca «lo mío fue el arpa, y cuando yo principié a tocar fue una cosa extraordinaria».
Se conoce que inició su carrera a la edad de 11 años, en presentaciones públicas en San Juan de Payara, siendo sus primeras composiciones resonadas a partir de 1914. Se le atribuye la creación del ritmo de gabán del joropo llanero, un ritmo sui géneris de sus primeras composiciones, caracterizado por un ciclo armónico de cuatro compases con desarrollo de versos de frases cortas y largas.
Figueredo se casó en 1935 con Mercedes Castillo, con quien tuvo 11 hijos, (6 varones): Neptalí, Alejandrino, Elías, Eli, Marcelo y Rubert y (5 hembras): Yolanda, Celmira, Aurora, Nilda y Clara; así 85 nietos.
Ante las diferentes versiones acerca de quién lo descubrió y lo llevó a Caracas, «Indio» Figueredo confirmó que fueron Antonio Estévez, Reynaldo Espinoza Hernández y Fredy Reyna, quienes en un recorrido por el llano apureño en busca de un talento con el arpa, disfrutaron de su interpretación durante una presentación en Achaguas y le invitan a Caracas dónde fue admirado por su destreza con el arpa llanera.
«Esos señores se quedaron maravillados y me llevaron a Caracas en el 48, y me presentaron en los Palos Grandes en un club al aire libre», confirmó el maestro Figueredo en una oportunidad. Ese mismo año, el recién descubierto talento llanero también participó en los actos por la toma de posesión de Rómulo Gallegos como Presidente de la República, evento organizado por Juan Liscano, encuentro folklórico nacional, recordado como «La Fiesta de la Tradición». Allí fue presentado y bautizado como «Indio» Figueredo.

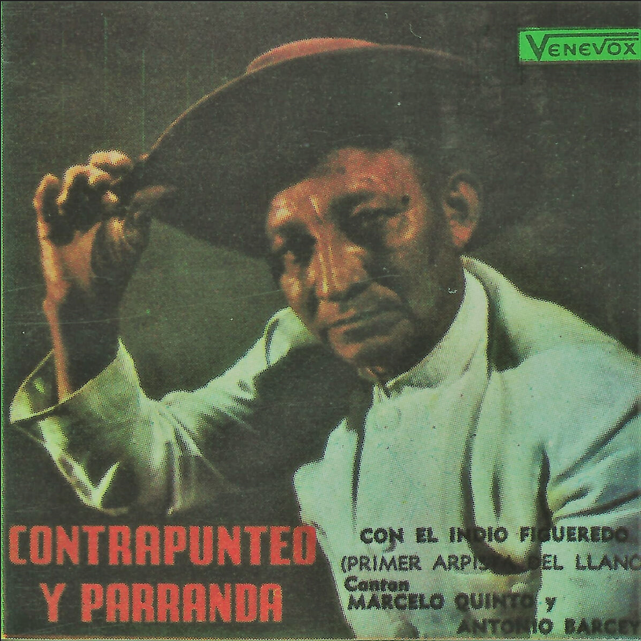
LP Contrapunteo y parranda

Su primera grabación la hizo para el Sr Antonio Selfaty de un LP Instrumental lo que marca para «Indio» Figueredo un sinnúmero de grabaciones incluyendo unas donde canta y toca el arpa, de igual manera en un LP titulado Contrapunteo y Parranda donde canta con Marcelo Quinto y Antonio Barcey para el sello discográfico Venevox. Donde también hizo un LP instrumental con canciones exclusivas e inspiración del maestro de maestros entre ellas Soledad en el palmar, priva resuellos, bandera de Páez.
Entre su discografía se conocen más de 400 obras, la mayor parte de ellas grabadas y reproducidas en discos. Fue reconocido como Compositor Portador Patrimonial por el Ministerio del Poder Popular para la Cultura, según el Registro del Patrimonio Cultural de Venezuela bajo el número VE-IPC-00027V.
Murió en la ciudad de San Fernando de Apure, el 3 de septiembre de 1995 a los 96 años de edad con el diagnóstico médico de  bronconeumonía. La municipalidad de esta ciudad hizo erigir un monumento en su honor. La efigie del folclorista fue develada en el año 2013 y se encuentra ubicada en la Av. Intercomunal San Fernando Biruaca, en la Redoma frente a la Urb. Las Terrazas.

## Premios y reconocimientos
El «Indio» Figueredo fue objeto de homenajes, premios y reconocimientos durante toda su trayectoria artística, entre los que se destacan:
- Homenaje por el CONAC en el Poliedro de Caracas en 1975.

- Condecorado con la Orden Francisco de Miranda en su primera clase (1978).
- Orden Andrés Bello en clase corbata (1984).
- Orden Mérito en el Trabajo en su primera clase (1986).
- Orden Rómulo Gallegos por el ejecutivo del estado Apure.
- Orden Ezequiel Zamora por la Universidad Nacional Experimental de Los Llanos.
- Florentino de Oro por el Comité de Ferias de San Fernando de Apure.
- Honor al Mérito por el Comando Regional de la FAC Apure.
- Orden Juan Antonio Rodríguez Domínguez en su primera clase por el gobierno del estado Barinas (1994).
- La municipalidad de San Fernando de Apure hizo erigir un monumento póstumo en su honor (2013).

## Legado
El legado musical del maestro Figueredo engloba tanto composiciones originales como piezas rescatadas del olvido, las cuales fueron arregladas y adaptadas para el arpa. De su repertorio e interpretaciones destacan: Seis por Numeración, Zumba que zumba, Guacharaca, Seis perreao, Catira, Gavilán, Carnaval, San Rafael, Quirpa, Pajarillo, Seis por derecho y su tema más aclamado, Gaván.
Su labor se extendió al ámbito pedagógico, donde fungió como maestro impartiendo cátedra en una academia de música caraqueña desde los años 50. Entre sus discípulos se encuentran José Ángel Hurtado, Tomás Estiel, Amado Lovera y José Enrique «Chelique» Sarabia, quienes se convirtieron posteriormente en figuras de la música venezolana.

### La canción «María Laya»
De los temas clásicos del folclor llanero venezolano destaca «María Laya» que actualmente figura en manuales de Cuatro, y que fue popularizada en su momento por Ángel Custodio Loyola y de autoría atribuida a Ignacio «Indio» Figueredo. A pesar de su éxito y proyección, «María Laya» tiene una historia poca conocida en relación a su autor; por décadas se dijo que le pertenece al «Indio» Figueredo; cuando realmente pertenece a Mariano Hurtado Rondón; autor de las también famosísimas piezas «Los Caujaritos» y «Cariño Lindo».

## Versiones de sus canciones
- "Maria Laya", en versión de Marie Laforêt (1969)

- Datos: Q15490926